# عدل‌ساز

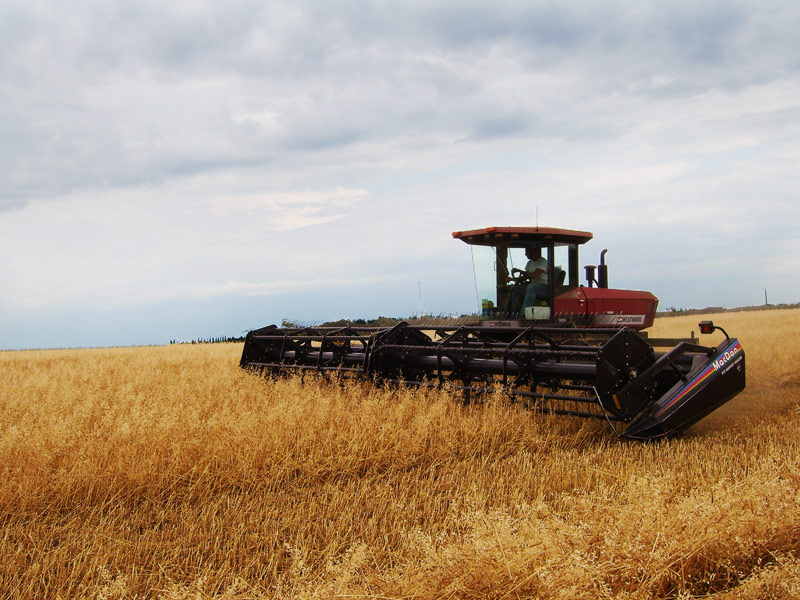
عدل‌ساز مک‌دان

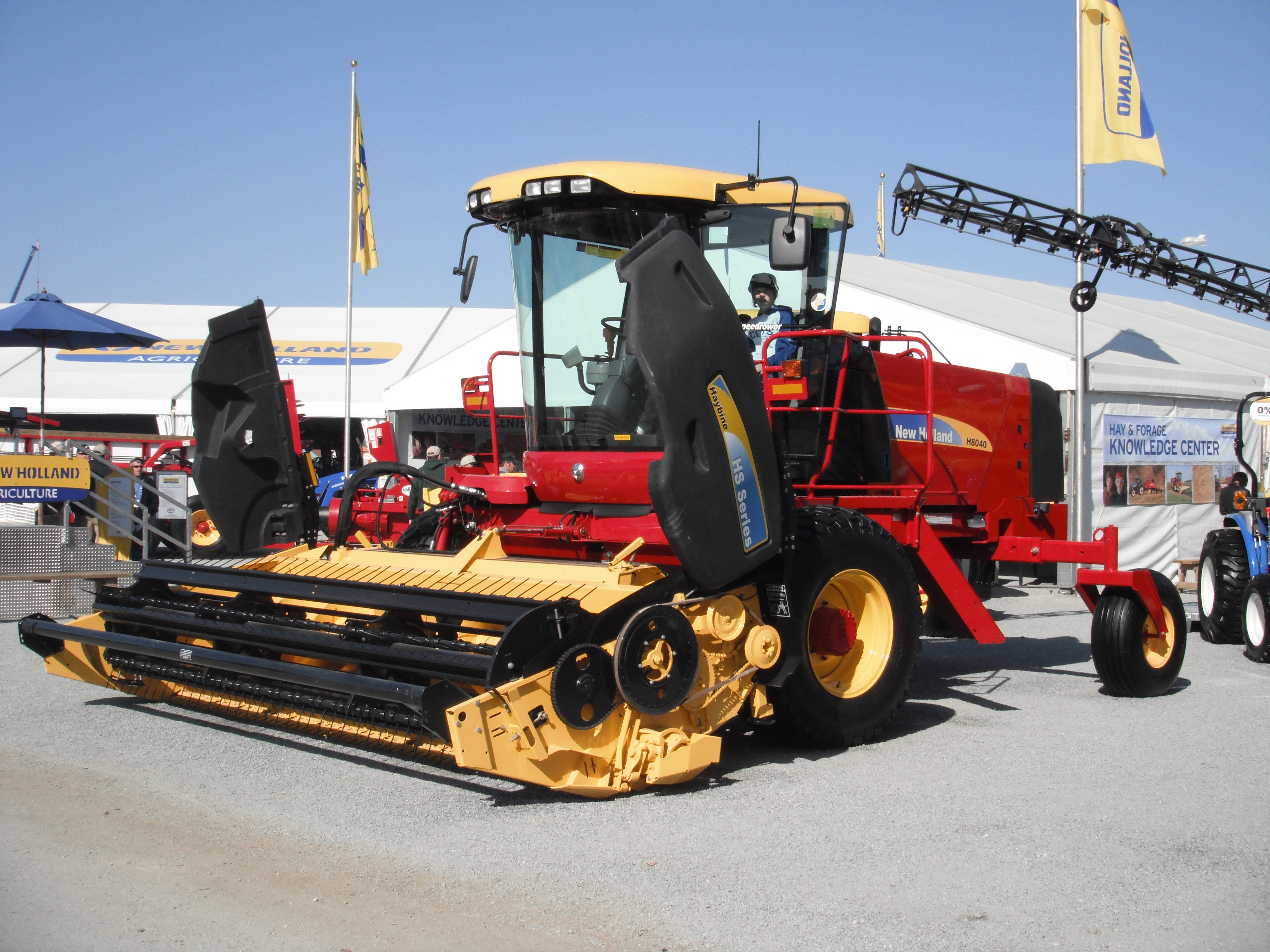
عدل‌ساز خودکششی نیوهلند هایبین H8040

عدل‌ساز (به انگلیسی: Swather) (در آمریکای شمالی)، یا ردیف‌گذار (Windrower در استرالیا و دیگر نقاط جهان)، یک ابزار مزرعه‌ای است که یونجه یا غلات ریز را بریده و آنها را برای خشک کردن به شکل ردیف کلش درمی‌آورد.